# سالم زينيا
سالم زينيا (من مواليد 26 سبتمبر 1962 في فريحة، ولاية تيزي وزو) هو كاتب وصحفي جزائري.

## مسيرته
درس الابتدائي في قريته، ثم المرحلة الثانوية في عزازقة. بعدها درس الصحافة عن بعد في لياج ببلجيكا.
عمل صحفيا في العديد من الصحف، وفي عام 1998 أسس مجلة «جذور إزُوران». يعيش الآن لاجئا في برشلونة.

## أعماله[1]
- 1993: أحلام إيدير (ديوان شعري)
- 1995: الفجر (رواية)
- 2004: الربيع (ديوان شعري)
- 2008: حكايات من التراث
- 2008: الشمس العمياء (ديوان شعري)
- 2014: جذور الضباب (رواية)

## جوائز
في يونيو 2017، حصل زينيا على «الجائزة الخاصة» من جائزة أوستانا (Premio Ostana)، التي تمنحها بلدية أوستانا بإيطاليا. هي جائزة سنوية ومبادرة ثقافية تنظمها بلدية أوستانا والجمعية الثقافية (Chambra d'Oc)، وهي مخصصة للأدباء الذين يستخدمون «اللغة الأم» في أعمالهم.

## وفاته
توفي حميد ناصر خوجة ليلة 16 سبتمبر 2016 في الجلفة إثر مرض عضال، ودُفن بمقبرة الخضراء بالجلفة.